# Miagrammopes brooksptensis
Miagrammopes brooksptensis là một loài nhện trong họ Uloboridae.
Loài này thuộc chi Miagrammopes. Miagrammopes brooksptensis được Alberto Barrion & James A. Litsinger miêu tả năm 1995.